# Prepona ikarios
Prepona ikarios är en fjärilsart som beskrevs av Hans Fruhstorfer 1904. Prepona ikarios ingår i släktet Prepona och familjen praktfjärilar. Inga underarter finns listade i Catalogue of Life.